# 크리스티나 셸링
크리스티나 셸링(덴마크어: Christina Schilling, 1981년 3월 10일~)은 덴마크의 작곡가이자, 가수이다.